# Nelli Alicheva
Nelli Mikhaïlovna Alicheva (en russe : Нелли Михайловна Алишева) (née Fonova le 20 décembre 1983 à Lipetsk) est une joueuse de volley-ball russe. Elle mesure 2,04 m et joue au poste d'attaquante.

## Clubs
| Club                 | De        | À         |
| -------------------- | --------- | --------- |
| MGFSO Moscou         | 1999-2000 | 2002-2003 |
| Dynamo (Moscou Rég.) | 2003-2004 | 2007-2008 |
| Dynamo-Yantar        | 2008-2009 | 2010-2011 |
| Omitchka Omsk        | 2011-2012 | 2012-2013 |
| Proton Balakovo      | 2013-2014 | …         |